# Kruppay János Krysostom
Kruppay János Krysostom (Kassa, 1791. – Jászó, 1852. június 12.) bölcseleti doktor, premontrei kanonok és főgimnáziumi igazgató.

## Élete
Kassai származású, 1811-ben a növendékek prefektusa volt Nagyváradon, 1812-ben a nyelvészeti osztály tanára Kassán, 1814-ben ismét a rend növendékeinek prefektusa Nagyváradon, 1815-ben a rend praelatusának titkára, 1816-ban a humaniorák II. osztályának tanára Nagyváradon, 1817-ben Kassán; 1821-ben ismét titkár; 1824-ben a humaniorák II. osztályának tanára Kassán, 1825-ben a konvent elnöke, 1827-ben a főgimnázium igazgatója, 1830-tól egyszersmind a konviktus kormányzója; 1848-ban a konviktus megszüntetése után visszatért a jászói konventbe, hol 1852. június 12-én meghalt 61 éves korában.

## Művei
- Carmen ill. ac rev. dno Andreae Zasio ad postemam diem mensis Novembris 1815. Magno-Varadini, 1815.
- Rev. ac eximio dno Gabrieli Fejér, can. reg. ord. praem. dum reg. distr. nob. convictus M. Varad. regens installaretur. Uo. 1815.
- Carmen, quo ill. ac. rev. dominum Ladislaum e comitibus Eszterházy ... episcopum Rosnaviensem hospitem suum gratiosissimum salutarent canonici reg. ord. praem. in a.-gymnasio M.-Varadiensi X. Kalend. Febr. 1818.
- Illustr. rev dno Aloysio Richter ... ord praemonstratensium praelato ... dum dignitatis munia auspicaturus Cassovia discederet ... 1830. Cassoviae.
- Illustr. ac. rev. dno Emerico Palugyay... episcopo Cassoviensi, dum munus pastorale solemni ritu capesseret. IX. Cal. Jun. 1832. in tesseram debitae devotionis canonici reg. ord. praem. e reg. litt. instituto Cassoviensi.